# スコット・ボールドウィン
スコット・ボールドウィン（Scott Baldwin、1988年7月12日 - ）は、ユナイテッド・ラグビー・チャンピオンシップオスプリーズに所属するラグビー選手。

## プロフィール
- ウェールズ・ブリジェンド出身。
- ポジションはフッカー(HO)。
- 身長 188cm、体重 110kg
- ウェールズ代表キャップは34(2020年6月現在)でラグビーワールドカップ2015のウェールズ代表に選ばれた[1]。

## 略歴
ブリジェンド、スウォンジー、オスプリーズを経て、2019年、ハーレクインズに加入。
2021年、ウスター・ウォリアーズに加入。
翌2022年、オスプリーズに復帰。